# Biserica „Sfânta Cuvioasă Paraschiva” din Lipoveni
Biserica „Sf. Cuvioasă Paraschiva” este o biserică amplasată în Lipoveni, raionul Cimișlia, Republica Moldova. Este un monument arhitectural de importanță națională inclus în Registrul monumentelor Republicii Moldova ocrotite de stat cu nr. 219 (raionul Cimișlia). Datează din sec. XIX.